# ورینیگینگ
ورینیگینگ (به لاتین: Vereeniging) یک شهرک در آفریقای جنوبی است که در Emfuleni Local Municipality واقع شده‌است.

## خصوصیات
ورینیگینگ ۱٬۴۷۹ متر بالاتر از سطح دریا واقع شده‌است.